# Goethes Wohnhaus
Goethes Wohnhaus met Goethe-Nationalmuseum is een huis en museum in het Duitse Weimar. Het huis aan het Frauenplan was de hoofdverblijfplaats in Weimar van Johann Wolfgang von Goethe tussen 1782 en 1832. Het huis werd in 1709 opgetrokken door Georg Caspar Helmershausen. Sinds 1998 staat het met 11 andere sites van Klassiek Weimar op de Unesco-Werelderfgoedlijst.